# ギヨーム・ゴメス
ギヨーム・ゴメスは、フランス人の料理人。2013年からエリゼ宮殿の料理長を勤める。

## 経歴
1978年、パリに生まれる。両親は、スペインのアンダルシア地方からの移民で、料理とは無関係であったが、料理に興味を持ち始め14歳からパリのレストランで修行開始。ミシュランガイド二つ星の料理店での下働きなどを足がかりに、1997年にはエリゼ宮の料理人となる。2004年に国家最優秀職人章を史上最年少で受賞し、同年にはエリゼ宮の副料理長に就任。さらに2013年には料理長であったベルナール・ヴォションからその任を受け継いだ。

## 閣僚との衝突
2014年3月26日、中国の習近平国家主席がフランスを訪れた際の歓迎夕食会ではフランス料理を担当したが、出席者の一人であるニコル・ブリック貿易大臣が料理を酷評。その発言内容がマスコミに取り上げられ、料理人としての評価に傷をつけられた。あまりにも問題が大きくなったため大臣は発言を撤回し、ゴメスに対して電話で謝罪。エリゼ宮の厨房を訪れ、スタッフに対しオランド大統領が料理長に信頼を置いている旨を伝え、信頼回復を図っている。